# Hán Hòa Đế
Hán Hòa Đế (chữ Hán: 漢和帝; 79 – 13 tháng 2, 106), là vị Hoàng đế thứ tư của nhà Đông Hán, và là hoàng đế thứ 19 của nhà Hán trong lịch sử Trung Quốc, trị vì từ năm 88 đến năm 106, tổng cộng 17 năm.
Thời kỳ cai trị của ông đánh dấu sự bắt đầu suy yếu của nhà Đông Hán, khi Đậu thái hậu (竇太后) lên nắm quyền và để cho họ ngoại của bà ta thâu tóm hết quyền hành. Sau đó, dưới sự ủng hộ của hoạn quan Trịnh Chúng (鄭眾) và anh trai ông là Thanh Hà Hiếu vương Lưu Khánh (劉慶), ông đã tiến hành loại trừ ngoại thích họ Đậu, nắm lại quyền hành. Với sự kiện này, triều đại của ông lại châm ngòi cho vấn đề hoạn quan can chính, là một trong những nguyên nhân chính yếu gây lũng đoạn chính quyền nhà Đông Hán suốt tới tận hết thời Hán Linh Đế gần cả trăm năm sau. Mặc dù vậy, thời kỳ cai trị của ông vẫn tương đối yên ổn, kinh tế phát triển tốt nên sử sách gọi thời kỳ này là Vĩnh Nguyên chi long (永元之隆).
Trong thời gian cai trị của Hán Hòa Đế, người Khương bắt đầu đe dọa vùng biên giới của nhà Hán. Và cũng chứng kiến việc phát minh ra giấy bởi hoạn quan Thái Luân (蔡伦) vào năm 105.

## Tiểu sử
Hán Hòa Đế tên thật là Lưu Triệu (劉肇), là con trai thứ tư của Hán Chương Đế Lưu Đát, mẹ là Lương quý nhân (梁貴人), sinh vào năm 79. Trước đó, người anh của ông là Lưu Khánh được Tống quý nhân (宋貴人) sinh ra đã được lập làm Thái tử bởi yêu cầu của Minh Đức Mã thái hậu (明德馬太后).
Khi ấy, Chương Đức Đậu hoàng hậu của Chương Đế không có con, nên bà nhận ông làm con nuôi. Sau khi Mã thái hậu qua đời, bà hại chết Tống quý nhân và khiến Chương Đế phế truất Lưu Khánh. Ông được lập làm Thái tử thay thế, lúc đó ông được 3 tuổi. Sau khi Lưu Triệu được làm Thái tử, Đậu hoàng hậu lại hại chết Lương quý nhân và dòng họ Lương, nắm trong tay quyền ngoại thích duy nhất trong triều.
Năm 88, Hán Chương Đế mất, thái tử Triệu mới 10 tuổi lên nối ngôi, tức Hán Hòa Đế.

## Trừ ngoại thích họ Đậu
Hán Hòa Đế lên ngôi với tuổi đời còn rất nhỏ, Đậu thái hậu nghiễm nhiên trở thành Hoàng thái hậu nhiếp chính, cũng mở ra thời kỳ Thái hậu nhiếp chính trong suốt triều đại nhà Đông Hán.
Đậu Thái hậu ủy thác việc triều chính cho anh là Đậu Hiến (窦宪), ngoài ra còn Đậu Đốc (竇篤), Đậu Cảnh (竇景) và Đậu Côi (竇瑰) cũng được phong tước và tham gia vào triều đình. Nhà họ Đậu vốn là dòng dõi của Đậu Dung (竇融), một người cát cứ cuối thời nhà Tân đã về quy phục Hán Quang Vũ Đế và trở thành người thân với vua Hán.
Đậu Hiến cầm quyền trong triều, có công 2 lần đánh Hung Nô, giữ yên biên giới phía bắc. Nhưng Đậu Hiến tỏ ra chuyên quyền, phong cho mấy anh em cùng làm quan đại thần trong triều, em Hiến là Đậu Cảnh được phong là Chấp kim ngô tướng quân, cầm đầu lực lượng bảo vệ kinh thành. Họ Đậu thao túng triều đình, giết hại các công thần như Lưu Dương, Trí Thiện. Đối với dân chúng, họ Đậu cũng tùy ý bắt bớ, cướp của cải và vợ con, làm người dân khắp kinh thành Lạc Dương oán thán nhưng không ai dám làm gì.
Năm 92, Hòa đế đã 14 tuổi, nhận thức được những việc phi pháp của anh em họ Đậu. Ông quyết định ra tay trừ khử. Đậu Hiến cùng con rể là Quách Cử có ý định ám sát nhà vua, tuy nhiên âm mưu này bị phát giác.
Hán Hòa Đế bàn mưu với hoạn quan Trịnh Chúng ra tay trước. Ngày 23 tháng 6 năm đó (tức ngày 14 tháng 8, năm 92 theo dương lịch), nhân dịp Đậu Hiến đi đánh Hung Nô trở về triều, Trịnh Chúng mang quân bất ngờ tập kích, bắt hết anh em và thủ hạ họ Đậu. Đậu Hiến bị buộc phải tự sát. Đậu thái hậu phải rút lui khỏi chính trường, nhưng vẫn được đối xử thiện đãi như một Hoàng thái hậu.

## Cai trị
Sau khi nắm được quyền hành, ông trọng dụng Trịnh Chúng, phong làm Đại tướng quân nắm giữ binh quyền. Hán Hòa Đế bắt đầu trừ đi những phe phái đã theo phe họ Đậu, đặc biệt là nhà sử gia Ban Cố (班固), người có quan hệ mật thiết với Đậu Hiến, và Hòa Đế đã ra lệnh bắt giam ông.
Về cơ bản, Hán Hòa đế duy trì chính sách của các vua đời trước, do đó tình hình trong nước tương đối yên ổn, kinh tế phát triển tốt. Sử sách gọi thời kỳ này là Vĩnh Nguyên chi trị (永元之治). Tuy nhiên, thời kỳ này cũng bắt đầu trường hợp tham quan hối lộ mà không có biện pháp nào triệt để. Hán Hòa Đế không được giỏi giang như vua cha Hán Chương Đế hoặc ông nội Hán Minh Đế, tính tình lại quá thụ động.

### Đối phó người Khương
Vấn đề người Khương nổi dậy là vấn đề cấp quốc gia của nhà Đông Hán, đặc biệt dưới thời Hán Hòa Đế cai trị, dù đã nhen nhóm dưới thời Hán Chương Đế.
Năm 92, đại thần chuyên đánh dẹp người Khương là Đặng Huấn (鄧訓) qua đời. Người Khương căn bản đã được yên đối đãi của Đặng Huấn, nhưng từ khi ông chết và Nhiếp Thượng (聶尚) tiếp nhận vấn đề người Khương, với cách giải quyết đầy bạo lực mất lòng người Khương lại trỗi dậy làm loạn.
Năm 93, Quán Hữu (貫友) được giao cho bình định người Khương và đã đánh bại được họ, nhưng thủ lĩnh của họ là Mễ Đường (迷唐) trốn thoát và tiếp tục đe dọa biên giới nhà Hán đến tận năm 100 thì dần dần giảm bớt.

### Đối phó với Cao Câu Ly
Năm 105, vua Thái Tổ Đại Vương của Cao Câu Ly phái quân từ Liêu Đông tấn công biên giới đông bắc nhà Hán. Hòa Đế phải phái quân đi chống cự. Quân Cao Câu Ly nhanh chóng rút lui.

### Hậu cung
Năm 96, Hán Hòa Đế lập Âm quý nhân, thuộc dòng dõi họ Âm Nam Dương làm Hoàng hậu, trong thời gian đó, ông bắt đầu sủng ái Quý nhân Đặng Tuy (鄧綏), con gái của Đặng Huấn, cũng là dòng dõi Nam Dương danh giá. Âm hoàng hậu đố kỵ và tìm cách hãm hại, đến năm 102 thì bị phế truất, Đặng Tuy được phong làm Hoàng hậu.
Đặng hoàng hậu là người uyên bác lễ độ, lại khiêm nhường, bà từ chối việc phong quan tước cho các anh mình nên vấn đề ngoại thích từ phía nhà Hoàng hậu không xảy ra ở thời Hán Hòa Đế. Đặng hoàng hậu lại giỏi việc chính trị, giúp Hán Hòa Đế rất nhiều trong việc cai trị.
Năm 103, ông theo Đặng hoàng hậu ra chiếu chỉ cấm chỉ tiến cống, nhờ đó giảm nhẹ cho nhân dân và quan lại các nơi các khoản đóng góp nặng nề và tốn kém, trong đó có cả việc bỏ lệ mang vải tươi, nhãn tươi từ miền Lĩnh Nam dâng lên vua trong dịp tế lễ.

## Qua đời
Ngày 13 tháng 2, năm 106, Hán Hòa Đế băng hà khi mới 26 tuổi. Ông được tôn miếu hiệu là Mục Tông (穆宗), thụy hiệu là Hiếu Hòa hoàng đế (孝和皇帝), táng ở Thận Lăng (慎陵).
Con nhỏ của ông là Lưu Long mới 3 tháng tuổi lên ngôi, tức là Hán Thương Đế.

## Niên hiệu
Hán Hòa Đế ở ngôi 17 năm, dùng các niên hiệu:
- Chương Hoà (章和; 88) [4]
- Vĩnh Nguyên (永元; 89 - 105).
- Nguyên Hưng (元興; tháng 4 - tháng 2 năm 106).

## Gia đình
- Thân phụ: Hán Chương Đế Lưu Đát.
- Dưỡng mẫu: Chương Đức Đậu thái hậu (章德竇太后, ? - 97), chính hậu của Hán Chương Đế, nhận nuôi Hán Hòa Đế từ lúc mới sinh nên ông luôn nghĩ bà là mẹ ruột. Sau khi thanh trừng họ Đậu Hán Hòa Đế vẫn luôn tôn thờ và hiếu thảo với Đậu thái hậu.
- Thân mẫu: Lương quý nhân (梁貴人, 61 - 83), bị Chương Đức Đậu thái hậu hại chết. Sau khi biết Lương thị là mẹ đẻ Hán Hòa Đế đã truy phong bà làm Cung Hoài hoàng hậu (恭懷皇后).
- Hậu phi:

1. Âm hoàng hậu (陰皇后, ? - 102), xuất thân từ họ Âm ở Nam Dương, cha là Âm Cương (陰綱), cháu nội của Âm Thức (陰識) là anh của Quang Liệt Âm hoàng hậu. Được lập Hoàng hậu năm 96, phế vào năm 102, sau đó tự ải mà chết.
2. Hòa Hi hoàng hậu Đặng Tuy (和熹皇后鄧綏, 81 - 121), cháu gái đại công thần nhà Đông Hán, Thái phó Cao Mật hầu Đặng Vũ (鄧禹).
3. Chu quý nhân (周贵人).
4. Phùng quý nhân (馮贵人).

- Hoàng tử:

1. Bình Nguyên Hoài vương Lưu Thắng (平原懷王劉勝, ? - 114).
2. Hán Thương Đế Lưu Long [刘隆].

- Hoàng nữ:

1. Tu Vũ công chúa Lưu Bảo (修武公主劉保).
2. Cộng Ấp công chúa Lưu Thành (共邑公主劉成).
3. Lâm Toánh công chúa Lưu Lợi (临颍公主劉利).
4. Văn Hỷ công chúa Lưu Hưng (闻喜公主劉興).